# Doris Dragović
Dorotea Dragović, detta Doris (Spalato, 16 aprile 1961), è una cantante croata.
Rappresentò la Jugoslavia all'Eurovision Song Contest 1986, con la canzone Željo moja (italiano: O, desiderio mio!) classificandosi undicesima; e la Croazia all'Eurovision Song Contest 1999 con la canzone Marija Magdalena classificandosi quarta con 118 punti. Negli anni ottanta raggiunge il successo con i brani Želio moja, Sedam mora, sedam gora e Selim ti ja.

## Carriera
Doris nasce a Spalato, Croazia; ha sempre sognato di fare la cantante. I cantanti che l'hanno influenzata sin da piccola
sono Arsen Dedić, Gabi Novak e Tereza Kesovija. Raggiunse una popolarità regionale entrando nel gruppo dei "More". Inizia la sua carriera solista nel 1986 con il suo album di debutto Tigrica. Lo stesso anno Rappresenta la Jugoslavia all'Eurovision Song Contest 1986), con la canzone "Želio moja" classificandosi undicesima con 49 punti; preceduta da Vlado & Isolda con "Ciao, amore" e seguita da Novi Fosili con "Ja sam za ples". Da allora Doris divenne una delle cantanti più famose dell'allora Jugoslavia e regioni limitrofe. Nel 1999 viene scelta per rappresentare la Croazia all'Eurofestival 1999 con "Marija Magdalena" scritta dall'autore croato Tonči Huljić ,classificandosi quarta con 118 punti;preceduta da Danijela con "Neka mi ne svane" e seguita da Goran Karanwith con "Kad zaspu anđeli". "Marija Magdalena" fu un singolo molto trasmesso anche dall'emittente greca FLY FM 89,7 raggiungendo il primo posto in classifica.

## Vita privata
Doris è sposata con l'ex giocatore di pallanuoto croato Mario Budimir.

## Discografia

### Album
- 1985 — Tigrica
- 1986 — Željo moja
- 1987 — Tužna je noć
- 1987 — Tvoja u duši
- 1988 — Pjevaj srce moje
- 1989 — Budi se dan
- 1992 — Dajem ti srce
- 1993 — Ispuni mi zadnju želju
- 1995 — Baklje Ivanjske
- 1996 — Rođendan u Zagrebu
- 1997 — Živim po svom
- 1999 — Krajem vijeka
- 2000 — Lice
- 2002 — Malo mi za sriću triba
- 2009 — Ja vjerujem
- 2014 — Koncert u Lisinskom

### Raccolte
- 1990 — Najveći hitovi
- 2001 — 20 godina s ljubavlju
- 2007 — The Platinum Collection
- 2010 — Najljepše ljubavne pjesme - Doris Dragović
- 2014 — The Best Of Collection